# Martin Tretter
Martin Tretter († nach 1506) war ein deutscher Buchdrucker in Frankfurt an der Oder und Danzig.

## Leben
Martin Tretter arbeitete möglicherweise zunächst bei Martin Landsberg in Leipzig, da seine Schwabacher Lettern mit denen Landsbergs identisch waren. 1502 war er in Frankfurt (Oder), wo zwei Wiegendrucke aus seiner Druckerei bekannt sind, als älteste in der Stadt überhaupt.
1505 und 1506 war Tretter in Danzig, als zweiter Drucker nach Konrad Baumgarten. Ob weitere Werke dort bis 1520 ebenfalls aus seiner Druckerei waren, ist unsicher.

## Drucke
Von Martin Tretter sind zwei Drucke in Frankfurt an der Oder und drei in Danzig bekannt.
Frankfurt an der Oder
- Johann Geiler von Kaysersberg: Das büchlen wirt genent der bawm der selen heil vnd der Seligkeit, 1502, nicht erhalten[1]
- Johann Geiler von Kaysersberg: Arbor salutis anime, 1502, übersetzt in das Lateinische durch Johann Schiplitz[2]

Danzig
- Dys buchlein weist den wertlichen pristeren vnde leuten..., 1505
- In dissem buchlein vindestu dy allir schonste regirunge yn der pestilentia, 1505.
- Papst Silvester VI.: Mariengebet, 1506
- möglicherweise weitere nicht mit seinem Namen versehene Drucke bis 1520